# Bevar Christiania (album)
Bevar Christiania er et album udgivet i 2004 til støtte for Christiania. Ligesom det tidligere støttealbum, Christianiapladen fra 1976, indeholder det bidrag fra forskellige musiknavne. Udover de nye numre indeholder albummet også en genindspilning af "I kan ikke slå os ihjel" fra 1976-albummet.

## Numre
1. Diverse: "I kan ikke slå os ihjel" (ny indspilning)
2. Kim Larsen & Kjukken: "I og for sig"
3. Gnags: "Nu er den gal igen"
4. Jokeren: "Redigeret virkelighed"
5. Rasmus Nøhr: "Hash eller gas"
6. Lars Lilholt og Rasmus Lyberth: "Hør jordens hjerte slå"
7. Savage Rose: "Junglebarn"
8. Peter Belli og Baby Woodrose: "Det du ka' li'"
9. Christian: "Karma lov"
10. Clemens: "Bevar Christiania"
11. Frede Fup: "De vilde blomster"
12. Stig Møller og Peter Ingemann: "Jeg ved hvor der findes en have så skøn"
13. Kira & The Kindred Spirits: "The Rhapsody"
14. Saybia: "Får drømmen aldrig fred"
15. Flemming Hjøllund og Nanna Lüders med gode venner: "Slå et slag for Christiania"